# Crystal Dynamics
Crystal Dynamics, Inc. je americké vývojářské studio se sídlem ve městě San Mateo v Kalifornii. Je známé především díky hrám ze sérií Gex, Legacy of Kain a Tomb Raider.
Madeline Canepová, Judy Langová a Dave Morse založili studio Crystal Dynamics v červenci 1992 oddělením od mateřské společnosti The 3DO Company. Studio zpočátku vyvíjelo hry pro konzoli 3DO Interactive Multiplayer; jeho první titul Crash 'n Burn byl ke konzoli přibalen v říjnu 1993. V roce 1994 se stalo prvním vývojářem pro konzoli PlayStation sídlícím mimo Japonsko a krátce nato začalo konvertovat své starší tituly na tento systém. Crystal Dynamics také vytvořilo hru Gex (1995) a vydalo Blood Omen: Legacy of Kain (1996), z obou titulů později vzešly franšízy. V roce 1996 se společnost potýkala s finančními problémy a investoři se tak rozhodli přistoupit k velkému propouštění a ukončení vydavatelské činnosti. Vzhledem k přetrvávajícím potížím koupil studio v listopadu 1998 britský vydavatel Eidos Interactive.
V roce 2003 společnost Eidos Interactive pověřila Crystal Dynamics vývojem série Tomb Raider; to postupně vyvinulo moderní trilogii skládající se z dílů Tomb Raider: Legend (2006), Tomb Raider: Anniversary (2007) a Tomb Raider: Underworld (2008). V roce 2009 se studio stalo součástí japonského konglomerátu Square Enix, který odkoupil jeho mateřskou společnost Eidos Interactive. Crystal Dynamics vyvinulo první dva díly rebootované trilogie Tomb Raidera, Tomb Raider (2013) a Rise of the Tomb Raider (2015). S tvorbou třetího dílu Shadow of the Tomb Raider (2018) pouze pomáhalo, protože pracovalo na superhrdinském titulu Marvel's Avengers (2020). V srpnu 2022 společnost Square Enix prodala Crystal Dynamics firmě Embracer Group. 
K roku 2022 zaměstnávalo Crystal Dynamics pod vedením Scota Amose 273 lidí ve třech pobočkách. Pracuje na dalším titulu ze série Tomb Raider a podílí se na vývoji hry Perfect Dark.

## Historie

### Pozadí a první roky (1992–1995)
Studio Crystal Dynamics založili 8. července 1992 Madeline Canepová, Judy Langová a Dave Morse, kdy se oddělili od mateřské společnosti The 3DO Company. Canepová a Langová byly marketingovými manažerkami Segy, v níž se Canepová významně podílela na uvedení hry Sonic the Hedgehog na trh, na základě čehož dostala přezdívku „matka Sonica“. Morse předtím spoluzaložil společnosti Amiga Corporation, tvůrce osobních počítačů rodiny Amiga, a New Technology Group. Druhá jmenovaná si dala za cíl vytvořit herní konzoli, v roce 1990 pak podepsala smlouvu se společností Electronic Arts. Na jejím základě mělo New Technology Group vyvinout systém, na který mu EA poskytlo software a finanční prostředky. Vývoj systému, jenž byl představen pod názvem 3DO Interactive Multiplayer, začal v roce 1991. Ze spolupráce obou firem vznikla společnost The 3DO Company. Langová se stala prezidentkou Crystal Dynamics a Canepová vedoucí jeho marketingové oddělení. Morse se stal předsedou a výkonným ředitelem (CEO) studia a setrval ve funkci CEO firmy New Technology Group až do jejího sloučení s The 3DO Company. Investiční společnosti Technology Partners a Kleiner Perkins Caufield & Byers poskytly Crystal Dynamics počáteční kapitál. První kanceláře studia se nacházely v obchodních prostorech letiště v kalifornském Palo Altu. Jeho prvním vývojářem se ještě téhož roku stal Mark Cerny, rovněž ze společnosti Sega. Prvními projekty Crystal Dynamics byly hry Crash 'n Burn a Total Eclipse, jež se začaly vyvíjet současně a byly v dubnu 1993 oznámeny pro tehdy připravovanou konzoli 3DO. Cerny se zásadně podílel na vývoji herního enginu, jenž byl použit v titulech Crash 'N Burn, Total Eclipse a Off-World Interceptor. Vývojáři mohli hry vyvíjet přímo pro CD-ROM, které konzole měla používat, a vyhnout se tak vyšším nákladům při využití cartridgí.
V červnu 1993 studio Crystal Dynamics přijalo na pozici prezidenta a výkonného ředitele (CEO) Strausse Zelnicka, který odstoupil ze stejné pozice ve filmovém studiu 20th Century Fox. Podle Langové byl Zelnick najat kvůli svým obchodním zkušenostem, zatímco tvůrčí zkušenosti již studio, které v té době zaměstnávalo dvacet osm vývojářů, mělo. Zelnick získal 25 až 50 % akcií společnosti Crystal Dynamics a díky svým dřívějším kontaktům přivedl další investory. V červenci téhož roku koupila 10% podíl ve studiu společnost Home Box Office a v září získala 10% podíl za 7,5 milionu dolarů firma King World Productions. Celková hodnota těchto dvou podílů byla odhadnuta na 20 milionů dolarů. Díky Zelnickově zkušenostem s filmovou a televizní produkcí se začalo Crystal Dynamics zaměřovat na použití FMV záběrů ve svých hrách. Crash 'n Burn vyšlo v říjnu 1993 přibalené ke konzoli 3DO. Téhož měsíce redakce časopisu Electronic Gaming Monthly prohlásila studio za „nejžhavější novou videoherní společnost vyšší třídy“.
V lednu 1994 Zelnick vypracoval plán na založení společnosti Star Interactive, jež měla vydávat hry třetích stran, přičemž správu a distribuci mělo zajišťovat studio Crystal Dynamics a výrobu další společnost. Crystal Dynamics mělo za své služby dostávat ročně 1,5 milionu dolarů a 10 % zisku společnosti Star Interactive za správu, jakož i 22,5 % jejích hrubých příjmů za distribuci. Vedení mělo sestávat z bývalého senior viceprezidenta (VP) společnosti The Software Toolworks Marka Beaumonta na pozici generálního ředitele a dále z výkonné viceprezidentky Crystal Dynamics Langové a viceprezidenta pro prodej Allena Chaplina. V únoru Zelnick odhalil svůj záměr, že Crystal Dynamics bude podobně jako filmové studio vytvářet vlastní hry a zároveň vydávat tituly od nezávislých vývojářů. Najalo Freda Forda a Paula Reicheho ze studia Toys for Bob, nejprve jako smluvní partnery a později jako zaměstnance, aby vydali hru The Horde, kterou navrhli Canepové a Langové během jejich působení v Seze. Dalším potenciálním projektem na vydání se stala hra Way of the Warrior od studia Naughty Dog, kterou vývojáři představili několika společnostem během veletrhu Consumer Electronics Show v roce 1994. V březnu došlo k dohodě se společností Bertelsmann Music Group (BMG), se kterou Zelnick konzultoval, v rámci níž měla zajišťovat marketing a distribuci pro Crystal Dynamics a Star Interactive mimo Severní Ameriku. Protože se však společnosti Star Interactive nepodařilo získat plánovaných 30 milionů dolarů, byl plán na její založení počátkem roku 1994 zrušen a Langová krátce nato z Crystal Dynamics odešla. V srpnu 1994 mělo studio více než 100 zaměstnanců.
V roce 1994 se Crystal Dynamics stalo prvním vývojářem pro konzoli PlayStation sídlícím mimo Japonsko. Zelnick se snažil diverzifikovat byznys studia stojící na 3DO, které se již delší dobu potýkalo s problémy. Cerny mezitím odcestoval do sídla výrobce PlayStationu Sony v Tokiu, aby dohodu zprostředkoval. Přestože smlouvy s PlayStationem mohly být v té době uzavřeny pouze se společnostmi v Japonsku, Cerny mluvil plynně japonsky a podepsal smlouvu v tomto jazyce, jíž schválil Šúhei Jošida. Krátce nato se dostal do čela společnosti Universal Interactive Studios a nikdy tak nepoužil vývojářskou sadu pro PlayStation, kterou studio obdrželo. Slabé komerční výsledky 3DO k říjnu 1994 však měly na Crystal Dynamics značný dopad. Provozní ředitel studia John Eastburn odhadoval, že vývojáři her pro 3DO se nemohou dostat do bodu zvratu, pokud se jejich spotřebitelská základna nerozšíří ze 75 000 na 500 000 osob. V prosinci studio uzavřelo partnerství se společností Macušita Electric, výrobcem konzole 3DO, díky kterému byly tituly na ni distribuovány prostřednictvím 10 000 obchodů prodávajících spotřební elektroniku. V lednu 1995 Zelnick opustil Crystal Dynamics, aby řídil severoamerické operace společnosti BMG, ale zůstal v něm na pozici člena představenstva a zároveň byl jeho akcionářem. Po oznámení tohoto kroku v září 1994 přilákala uvolněná pozice generálního ředitele několik zájemců o koupi studia. Ačkoli se často hovořilo o společnostech The 3DO Company a Spectrum HoloByte jako o potenciálních kupcích, Morse prohlásil, že Crystal Dynamics není na prodej. Uvedl, že studio má volné úspory ve výši 20 milionů dolarů a nově získalo půjčku ve výši 5 milionů dolarů od Silicon Valley Bank. Následně převzal funkci výkonného ředitele a výrazně se zapojil do chodu studia. V květnu 1995 Crystal Dynamics najalo Randyho Komisara z LucasArts na pozici jeho prezidenta a CEO. Pod Komisarem začalo studio portovat své starší hry na konzole PlayStation a Sega Saturn.

### Gex,Legacy of Kaina akvizice ze strany Eidos Interactive (1995–2000)
Studio chtělo přijít s vlastním maskotem, jenž by jej reprezentoval, což bylo pro herní společnosti té doby typické. Rozhodlo se tak najít zvíře, které by bylo mezi veřejností oblíbené a mělo zajímavé schopnosti. Výsledkem jejich úsilí se stal Gex, antropomorfní gekon, jenž byl představen ve stejnojmenné hře z roku 1995. Přibližně v té době společnost uvedla na trhu hry Slam 'N Jam '95 a Blazing Dragons a spolupracovala s kanadským studiem Silicon Knights na hře Blood Omen: Legacy of Kain. Posledně jmenovaná hra již byla obsahově rozsáhlá, ale postrádala strukturu, proto Crystal Dynamics k projektu přibralo režisérku a designérku Amy Hennigovou, aby pomohla udělat titul poutavější.
V roce 1996, zejména kvůli nečekaně pomalému růstu trhu s hrami na CD-ROM, se studio ocitlo ve finanční tísni. V červnu zveřejnilo plány na reorganizaci: představenstvo jmenovalo generálním ředitelem studia Teda Ardella, generálního partnera investiční společnosti Technology Partners. Komisar, Canepová a Eastburn byli odvoláni a během tří měsíců byla propuštěna třetina ze 102 zaměstnanců. Crystal Dynamics také uzavřelo svou vydavatelskou část a soustředilo se čistě na interní vývoj her. V září téhož roku byl v aukci prodán přebytečný počítačový hardware a kancelářské vybavení z nových kanceláří ve městě Menlo Park. Ardell řídil každodenní provoz a studio nemělo prezidenta, dokud do této funkce nebyl v dubnu 1997 povýšen Rob Dyer, dříve senior viceprezident a generální ředitel.
Po vydání druhé hry s postavou Gexe, Gex: Enter the Gecko, začalo Crystal Dynamics vyvíjet pokračování Gex 3: Deep Cover Gecko. V té době již mnoho vývojářů – včetně většiny vývojářského týmu Gexe a hlavního designéra hry Enter the Gecko Daniela Areyho – studio opustilo a někteří z nich přešli k Naughty Dog. Bruce Straley, designér hry Enter the Gecko, dostal nabídku režírovat třetí díl, místo toho se však rozhodl připojit ke svým přátelům v Naughty Dog. Crystal Dynamics dále zahájilo vývoj pokračování hry Legacy of Kain s kódovým označením Shifter, a to bez účasti Silicon Knights. Ačkoli původní postavy vytvořili Hennigová a Seth Carus, studio Silicon Knights podalo žalobu a obvinilo Crystal Dynamics z plagiátorství postav z Blood Omen. V soukromém smíru se obě společnosti dohodly, že Crystal Dynamics může používat postavy z Blood Omen, pokud bude jako jejich tvůrce uvedeno Silicon Knights. Titul byl nakonec vydán pod názvem Legacy of Kain: Soul Reaver. Pod vedením společnosti Crystal Dynamics vytvořilo Toys for Bob hry Pandemonium! a The Unholy War a k tomu pomáhalo s vývojem titulu Pandemonium 2.
Po ztrátách ve výši 1,5 milionu dolarů ve fiskálním roce 1997 se Crystal Dynamics v září 1998 dohodlo s britským vydavatelem Eidos Interactive na svém odkoupení za 28,4 milionu liber vyplacených v hotovosti. V té době mělo studio opět více než 100 zaměstnanců. Akvizice, jež měla být původně uzavřena 31. října, byla dokončena 5. listopadu 1998. Dyer a Scott Steinberg, viceprezident pro marketing studia Crystal Dynamics, následně v lednu 1999 nastoupili do společnosti Eidos Interactive na pozice prezidenta a senior viceprezidenta pro marketing. Posledním herním projektem studia Toys for Bob pod Crystal Dynamics se stalo Disney's 102 Dalmatians: Puppies to the Rescue. Tým byl poté propuštěn během vánočního večírku.

### Projekty pod Eidos Interactive aTomb Raider(2001–2009)
Mezi první projekty, jež Crystal Dynamics vyvinulo pod hlavičkou Eidosu, patřily Mad Dash Racing (2001) a Whiplash (2003). Vydavatel též usiloval o to, aby studio vytvořilo střílečku z pohledu první osoby se sci-fi zasazením, podobnou sérii her Deus Ex. Během vývoje hry se ji Eidos rozhodl zasadit do této série a dal jí název Deus Ex: Clan Wars. Šest měsíců před jejím dokončením však byla od série oddělena a přejmenována na Project: Snowblind (2005). V té době sesterské studio Core Design dokončovalo práce na hře Tomb Raider: The Angel of Darkness, šestém titulu ze série Tomb Raider za posledních sedm let. Titul byl po svém vydání v roce 2003 komerčním neúspěchem a mnozí vývojáři v Crystal Dynamics byli zklamáni špatným konečným stavem hry. Společnost Eidos Interactive následně sérii přidělila studiu Crystal Dynamics, jehož několik zaměstnanců bylo nadšeno možností pracovat na velké sérii, kterou dříve hráli. Hennigová, jež od té doby režírovala většinu her ze série Legacy of Kain, požádala o účast v tvorbě takového projektu, místo toho však byla odkázána režírovat další díl série Soul Reaver. To vedlo k jejímu odchodu ze studia a nástupu do Naughty Dog, kde vytvořila sérii Uncharted.
Vývojáři ze studia Crystal Dynamics si před vytvořením své první hry ze série Tomb Raider, Tomb Raider: Legend, zahráli všechny předchozí tituly a přečetli si příručky, aby lépe porozuměli jejich designu. Jejich záměrem bylo vrátit se ke kořenům série, tedy k prozkoumávání opuštěných míst, a zároveň jí dát nový nádech, zejména prostřednictvím nového ovládacího schématu. Hra vyšla v dubnu 2006 a stala se úspěšnou; během prvních měsíců se jí prodalo 2,9 milionu kopií.
Ke konci produkce hry Legend její tvůrci navrhli Tomb Raider: Anniversary, remake původního dílu Tomb Raider z roku 1996 s hratelností Legend. Spolupracovali s jedním z tvůrců série Tobym Gardem, se kterým diskutovali o některých scénách a konceptech, jež nemohly být původně realizovány. V průběhu vývoje se rozsah hry zmenšil zhruba na polovinu původního titulu, jenž byl považován za příliš rozsáhlý na to, aby jej bylo možné kompletně předělat. Studio se též muselo odchýlit od původního designu, který nevyhovoval novým herním mechanikám. Anniversary bylo dokončeno během devíti měsíců.
Závěrečnou hrou trilogie Tomb Raider od studia Crystal Dynamics se stal Tomb Raider: Underworld. Přibližně v době vývoje Underworldu se jeden z týmů studia snažil vytvořit novou IP a předložil vedení návrh hry s názvem Downfall, postapokalyptického titulu s otevřeným světem zasazeného do San Francisca. Práce na dvou velkých projektech najednou však byla považována za příliš ambiciózní, což vedlo ke zrušení Downfallu. Eidos Interactive v lednu 2009 propustilo zhruba 30 zaměstnanců studia. Společnost uvedla, že se Crystal Dynamics bude v budoucnu stále více soustředit na sérii Tomb Raider, a jmenovala na pozici vedoucího studia Darrella Gallaghera.

### RebootTomb Raiderapod Square Enixem (2009–2022)
Do ledna 2009 se hry Underworld prodalo 1,5 milionu kopií, což nesplnilo očekávání společnosti Eidos Interactive. Vydavatel z toho vinil především problémy s distribucí hry v Severní Americe. Eidos plc, mateřská společnost Eidos Interactive, poté výrazně snížila své prognózy prodejů a cena jejích akcií klesla v polovině ledna na nejnižší úroveň. Japonská herní společnost Square Enix následně nabídla firmě Eidos plc převzetí. Projevila zvláštní zájem o sérii Tomb Raider a možnost rozšíření svých aktivit na západě. Eidos plc schválilo odkup v březnu a dokončilo v dubnu. Pod Square Enixem bylo v červnu 2009 propuštěno dalších 25 zaměstnanců společnosti Crystal Dynamics, „aby se soustředily zdroje“. Gard, který několik měsíců vedl tým pracující na neoznámeném projektu, opustil studio v září. V listopadu společnost Square Enix začlenila Eidos Interactive do svých evropských aktivit a vytvořila Square Enix Limited. Gallagher byl později povýšen, aby dohlížel na všechna studia Square Enixu v Evropě a Severní Americe, přičemž si ponechal svou funkci v Crystal Dynamics.
Studio Crystal Dynamics se rozhodlo sérii Tomb Raider rebootovat, aby oslovilo nové publikum. Vývojářský tým několik let experimentoval s řadou herních konceptů, z nichž mnohé se příliš odchylovaly od základů série. V konečném návrhu byla série pojata moderním stylem se zaměřením na přežití a příběh. Měla být začátkem nového příběhu, jenž by byl rozvržen do tří her. Crystal Dynamics mezitím sérii podporovalo a vyvinulo a v roce 2010 vydalo hru Lara Croft and the Guardian of Light, spin-off s odlišnou hratelností. První díl rebootové trilogie jednoduše pojmenovaný jako Tomb Raider vyšel v roce 2013. Na hru Lara Croft and the Guardian of Light navázal v roce 2014 titul Lara Croft and the Temple of Osiris a roku 2015 bylo vydáno pokračování Tomb Raidera s názvem Rise of the Tomb Raider. V prosinci téhož roku studio opustil Gallagher a na jeho pozici nastoupili Scot Amos a Ron Rosenberg, dlouholetí producenti společnosti. V roce 2016 odešel Brian Horton, hlavní výtvarný ředitel hry Tomb Raider a režisér Rise of the Tomb Raider.
V lednu 2017 společnost Square Enix oznámila navázání partnerství s firmou Marvel Entertainment na vytvoření několika videoher založených na postavách Marvelu. Studio Crystal Dynamics mělo vyvinout první takovou hru, Marvel's Avengers. Studio představilo titul pro jednoho hráče podobný Tomb Raiderovi, v němž by hráč ovládal tým superhrdinů Avengers a v průběhu příběhu by přepínal mezi jednotlivými postavami. Vývojářský tým se však s titulem cítil nespokojen. Přišlo mu, že hraní za jednu postavu v jeden moment nedokáže zachytit týmovou dynamiku Avengers, a tak se jej rozhodl přepracovat na hru pro více hráčů. Zatímco Crystal Dynamics pracovalo na Marvel's Avengers, vývoj závěrečné hry trilogie Tomb Raidera, Shadow of the Tomb Raider, byl předán sesterskému studiu Eidos Montréal. S vytvořením hry pomáhal pouze malý tým Crystal Dynamics.
V srpnu 2018 studio Crystal Dynamics otevřelo pobočku Crystal Northwest ve městě Bellevue ve státě Washington, aby podpořilo vývoj Marvel's Avengers. V pozdních fázích vývoje muselo studio kvůli probíhající pandemii covidu-19 přejít na práci z domova, na což nebylo zvyklé. Protože vývojáři v této době pracovali většinou sami, hra byla uvedena s několika problémy, o kterých nevěděli a které bylo třeba vyřešit. Crystal Dynamics následně zavedlo hybridní model práce a najímání zaměstnanců na dálku. V květnu 2021 studio otevřelo pobočku Crystal Southwest v texaském Austinu, a to pod vedením Dallase Dickinsona, jenž pro něj pracoval jako výkonný producent. V září téhož roku studio navázalo spolupráci se společností The Initiative, kterou založil Gallagher, aby společně pracovali na rebootu série Perfect Dark. Crystal Dynamics mělo původně nahradit Certain Affinity v roli podpůrného studia, brzy však převzalo několik neobsazených hlavních rolí, protože vývoj hry byl restartován. V dubnu 2022 studio oznámilo další titul ze série Tomb Raider.

### Akvizice společností Embracer Group (2022–dosud)
V květnu 2022 firma Embracer Group ohlásila, že za 300 milionů dolarů převezme Crystal Dynamics spolu s několika dalšími aktivy, včetně sérií Tomb Raider a Legacy of Kain, společnosti Square Enix. V té době studio zaměstnávalo napříč svými třemi pobočkami 273 osob. Společnost Square Enix investorům sdělila, že se obává, že studia budou žít z příjmů z her od japonských skupin, takže by jejich prodej „mohl zlepšit kapitálovou efektivitu“. Embracer Group projevilo zájem o pokračování, remaky a remastery v zavedených franšízách studia, včetně Tomb Raidera a Legacy of Kain. Akvizice byla dokončena 26. srpna 2022 a Crystal Dynamics se stalo součástí nové provozní skupiny CDE Entertainment. Square Enix si ponechalo práva na franšízu Gex a v červenci 2023 oznámilo porty na moderní platformy pod názvem Gex Trilogy. V září 2023, v době, kdy Embracer Group snižovalo náklady, studio propustilo devět marketingových pracovníků a jednoho pracovníka IT. Studio již dříve uvedlo, že toto propouštění nebude mít vliv na projekty Perfect Dark a Tomb Raider. Téhož měsíce také odhalilo Tomb Raider I-III Remastered, remasterovanou kolekci prvních tří her série Tomb Raider od Core Designu. Kolekci vyvinula ve spolupráci s Crystal Dynamics společnost Aspyr, další firma ve vlastnictví Embracer Group.

## Tituly

### Vyvinuté
| Rok  | Název                                        | Platformy                                                                                         | Vydavatel                                    |
| ---- | -------------------------------------------- | ------------------------------------------------------------------------------------------------- | -------------------------------------------- |
| 1993 | Crash 'n Burn                                | 3DO                                                                                               | Crystal Dynamics                             |
| 1994 | Total Eclipse                                | 3DO, PlayStation                                                                                  | Crystal Dynamics                             |
| 1994 | Off-World Interceptor                        | 3DO, PlayStation, Sega Saturn                                                                     | Crystal Dynamics                             |
| 1994 | Samurai Shodown                              | 3DO                                                                                               | Crystal Dynamics                             |
| 1995 | Gex                                          | 3DO, PlayStation, Sega Saturn, Windows                                                            | BMG Interactive, Crystal Dynamics, Microsoft |
| 1995 | Solar Eclipse                                | PlayStation, Sega Saturn                                                                          | Crystal Dynamics                             |
| 1996 | 3D Baseball                                  | PlayStation, Sega Saturn                                                                          | Crystal Dynamics                             |
| 1997 | Pandemonium 2                                | PlayStation, Windows                                                                              | Midway Games                                 |
| 1998 | Gex: Enter the Gecko                         | Nintendo 64, PlayStation, Windows                                                                 | Midway Games                                 |
| 1999 | Akuji the Heartless                          | PlayStation                                                                                       | Eidos Interactive                            |
| 1999 | Gex 3: Deep Cover Gecko                      | Nintendo 64, PlayStation                                                                          | Eidos Interactive                            |
| 1999 | Legacy of Kain: Soul Reaver                  | Dreamcast, PlayStation, Windows                                                                   | Eidos Interactive                            |
| 2000 | Walt Disney World Quest: Magical Racing Tour | Dreamcast, PlayStation, Windows                                                                   | Eidos Interactive                            |
| 2001 | Soul Reaver 2                                | PlayStation 2, Windows                                                                            | Eidos Interactive                            |
| 2001 | Mad Dash Racing                              | Xbox                                                                                              | Eidos Interactive                            |
| 2002 | Blood Omen 2                                 | GameCube, PlayStation 2, Windows, Xbox                                                            | Eidos Interactive                            |
| 2003 | Legacy of Kain: Defiance                     | PlayStation 2, Windows, Xbox                                                                      | Eidos Interactive                            |
| 2003 | Whiplash                                     | PlayStation 2, Xbox                                                                               | Eidos Interactive                            |
| 2005 | Project: Snowblind                           | PlayStation 2, Windows, Xbox                                                                      | Eidos Interactive                            |
| 2006 | Tomb Raider: Legend                          | GameCube, PlayStation 2, PlayStation 3, PlayStation Portable, Windows, Xbox, Xbox 360             | Eidos Interactive                            |
| 2007 | Tomb Raider: Anniversary                     | macOS, PlayStation 2, PlayStation 3, PlayStation Portable, Wii, Windows, Xbox 360                 | Eidos Interactive                            |
| 2008 | Tomb Raider: Underworld                      | macOS, PlayStation 2, PlayStation 3, Wii, Windows, Xbox 360                                       | Eidos Interactive                            |
| 2010 | Lara Croft and the Guardian of Light         | Android, BlackBerry PlayBook, iOS, Nintendo Switch, PlayStation 3, Stadia, Windows, Xbox 360      | Square Enix                                  |
| 2013 | Tomb Raider                                  | Linux, macOS, Nvidia Shield TV, PlayStation 3, PlayStation 4, Stadia, Windows, Xbox 360, Xbox One | Square Enix                                  |
| 2014 | Lara Croft and the Temple of Osiris          | Nintendo Switch, PlayStation 4, Stadia, Windows, Xbox One                                         | Square Enix                                  |
| 2015 | Rise of the Tomb Raider                      | Linux, macOS, PlayStation 4, Stadia, Windows, Xbox 360, Xbox One                                  | Square Enix                                  |
| 2018 | Shadow of the Tomb Raider                    | Linux, macOS, PlayStation 4, Stadia, Windows, Xbox One                                            | Square Enix                                  |
| 2020 | Marvel's Avengers                            | PlayStation 4, PlayStation 5, Stadia, Windows, Xbox One, Xbox Series X/S                          | Square Enix                                  |
| tba  | Perfect Dark                                 | bude oznámeno                                                                                     | Xbox Game Studios                            |
| tba  | zatím nepojmenovaná hra ze série Tomb Raider | bude oznámeno                                                                                     | Amazon Games                                 |

### Vydané
| Rok  | Název                                    | Platformy                             | Vývojář                      |
| ---- | ---------------------------------------- | ------------------------------------- | ---------------------------- |
| 1994 | The Horde                                | 3DO, MS-DOS, PlayStation, Sega Saturn | Toys for Bob                 |
| 1994 | Star Control II                          | 3DO                                   | Toys for Bob                 |
| 1994 | PaTaank                                  | 3DO                                   | PF.Magic                     |
| 1995 | Slam 'N Jam '95                          | 3DO                                   | Left Field Productions       |
| 1996 | Slam 'N Jam '96 Featuring Magic & Kareem | MS-DOS, PlayStation, Sega Saturn      | Left Field Productions       |
| 1996 | Blazing Dragons                          | PlayStation, Sega Saturn              | The Illusions Gaming Company |
| 1996 | Pandemonium!                             | PlayStation, Sega Saturn, Windows     | Toys for Bob                 |
| 1996 | Blood Omen: Legacy of Kain               | PlayStation, Windows                  | Silicon Knights              |